# 3-Hidroksiindolin-2-on monooksigenaza
3-hidroksiindolin-2-on monooksigenaza (EC 1.14.13.139, BX4 (gen), CYP71C1 (gen)) je enzim sa sistematskim imenom 3-hidroksiindolin-2-on,NAD(P)H:kiseonik oksidoreduktaza (formira 2-hidroksi-2-1,4-benzoksazin-3(4H)-on). Ovaj enzim katalizuje sledeću hemijsku reakciju
3-hidroksiindolin-2-on + NAD(P)H + H+ + O2 {\displaystyle \rightleftharpoons } 2-hidroksi-2-1,4-benzoksazin-3(4H)-on + 2O
Ovaj enzim učestvuje u biosintezi zaštitnih i alelofatskih benzoksazinoida kod pojedinih biljaka, i.e. Iz familije Poaceae (trave). On je član grupe citohrom P450 zavisnih monooksigenaza.

## Literatura
- Nicholas C. Price; Lewis Stevens (1999). Fundamentals of Enzymology: The Cell and Molecular Biology of Catalytic Proteins (Third изд.). USA: Oxford University Press. ISBN 019850229X.
- Eric J. Toone (2006). Advances in Enzymology and Related Areas of Molecular Biology, Protein Evolution (Volume 75 изд.). Wiley-Interscience. ISBN 0471205036.
- Branden C; Tooze J. Introduction to Protein Structure. New York, NY: Garland Publishing. ISBN 0-8153-2305-0.
- Irwin H. Segel. Enzyme Kinetics: Behavior and Analysis of Rapid Equilibrium and Steady-State Enzyme Systems (Book 44 изд.). Wiley Classics Library. ISBN 0471303097.
- William P. Jencks (1987). Catalysis in Chemistry and Enzymology. Dover Publications. ISBN 0486654605.

## Spoljašnje veze
- 3-hydroxyindolin-2-one+monooxygenase на 